# Slavko Kvaternik
Slavko Kvaternik, hrvaški politik in častnik, * 1878, Zagreb, Avstro-Ogrska (danes Hrvaška), † 13. junij 1947, Zagreb.
Po končani vojaški akademiji je Kvaternik deloval kot častnik v Avstro-ogrski vojski med 1. svetovno vojno in bil odlikovan z železnim križcem 1. stopnje. Po upokojitvi leta 1921 se je podal v politiko in se leta 1941, po vstopu nemške vojske v Zagreb razglasil za poveljnika vseh hrvaških oboroženih sil pod okriljem ustaškega gibanja. Leta 1942 se je zaradi spora z Antejem Pavelićem umaknil v Avstrijo, kjer so ga po drugi svetovni vojni ujeli Američani in ga izročili Jugoslaviji. Po obsodbi je bil usmrčen z ustrelitvijo 13. junija 1947 v Zagrebu.